# 청주 월리사 사적비
청주 월리사 사적비는 충청북도 청주시 상당구에 있다. 2015년 4월 17일 청주시의 향토유적 제42호로 지정되었다.

## 개요
월리사의 창건사실을 기록한 금석문으로 당시 문의지역 연구에 귀중한 자료이다.